# محوطه شمشا دیوار
محوطه شمشا دیوار مربوط به عصر آهن IوII وIII است و در شهرستان رودبار، بخش عمارلو، روستای خرمکوه واقع شده و این اثر در تاریخ ۱۱ شهریور ۱۳۸۲ با شمارهٔ ثبت ۹۹۳۹ به‌عنوان یکی از آثار ملی ایران به ثبت رسیده است.